# 卓越投資法人
卓越投資法人(Premier Investment Corporation 或 プレミア投資法人)，（東證1部：8956）由卓越房產信託顧問股份有限公司旗下信託管理，主要經營日本東京所有房產產業。
而每年財政年度則為3月31日止。
其股份自2006年於東京證券交易所房地產信託基金板上市。